# Naiad Press
Fundada en 1973 en Estados Unidos, Naiad Press fue una de las primeras empresas editoriales dedicadas a la literatura lésbica y feminista. A su cierre fue sucedida por Bella Books.

## Historia
Naiad Press fue fundada por Barbara Grier y Donna McBride en enero de 1973, junto con Anyda Marchant y Crawford Muriel. Se dedicaba exclusivamente a la literatura lésbica. La compañía comenzó en Kansas City, Misuri, hogar de Grier y McBride y Rehoboth Beach, Delaware, hogar de Marchant y Crawford. La empresa comenzó con 2000 dólares, proporcionados por la autora del primer trabajo publicado por Naiad, The Latecomer, de Sarah Aldridge.
En 1973, había pocas librerías que comercializaran con temas lésbicos, por lo que Naiad Press se basó en gran medida en la correspondencia con el fin de comercializar y vender sus libros, beneficiada en un principio por la lista de distribución con unos 3800 miembros de “The Ladder”, un boletín de noticias para lesbianas publicado por las Daughters of Bilitis. "El compromiso de Naiad a la publicación de material lésbico incluyó el uso de los beneficios de un libro para producir al próximo".
Además de los escritos originales, Naiad publicada ficciones de otras autoras, tales como las novelas de Ann Bannon, Jane Rule y Wilhelm Gale, poesías de Gertrude Stein y Renée Vivien. Las primeras cubiertas de los libros fueron diseñadas por Tee Corinne. Naiad fue acreditada por tener un papel crucial en llevar misterios para lesbianas en la prominencia en la década de 1980 por la publicación de la galardonada serie sobre detectives de Kate Delafield, Ashton Carol, Reece Caitlin, Kelley Virginia, entre otras.
Autoras como Sarah Schulman y Patrick Califia fueron publicadas por primera vez por Naiad Press. Sus autoras de ficción incluyen escritoras prolíficas y premiadas como Katherine V. Forrest, McNab Claire y Kallmaker Karin.
Naiad alcanzó prominencia nacional en 1985 con la publicación de “Monjas Lesbianas: Rompiendo el silencio”, para lo cual habrían pagado a Rosemary Kurb y a Manahan Nancy 500.000 dólares. El libro fue prohibido en Boston. Naiad también publicó trabajos de no ficción como The Lesbian Periodical Index, The Lesbian in Literature, and Staying Power: Long-Term Lesbian Couples.
En 2002, Grier y McBride recibieron el Pioneer Award de la Lambda Literary Foundation. En su retiro en 2003, Grier y McBride vendieron su stock de libros a Bella Books, a la cual muchos autores de Naiad Press trasladaron sus contratos.

## Autores destacados
- Sarah Aldridge
- Nikki Baker
- Ann Bannon
- Katherine V. Forrest
- Barbara Grier
- Karin Kallmaker
- Lee Lynch
- Jaye Maiman
- Claire McNab
- Isabel Miller
- Jane Regla
- Diane Salvatore
- Ann Allen Shockley
- Robbi Sommers
- Teresa Szymanski
- Sheila Ortiz Taylor
- Valerie Taylor
- Gale Wilhelm